# Ліве Дірк Бунстра
Ліве Дірк Бунстра (афр. Lieuwe Dirk Boonstra; 1905–1975) — південноафриканський палеонтолог, чия робота була зосереджена на рептиліях, схожих на ссавців (терапсидів), середньої (зона тапіноцефалів) і пізньої пермі, чиї викопні рештки виявлені в південноафриканському Кару. Він був автором великої кількості статей про терапсидів і парейязаврів, описав і переглянув ряд видів.

## Робота
У 1927 році Бунстра призначений помічником палеонтолога Південноафриканського музею, а в 1931 році отримав посаду палеонтолога. Він працював в музеї до виходу на пенсію в 1972 році. Він був куратором колекції викопних хребетних тварин Кару в музеї протягом 45 років.

## Нагороди
Він був нагороджений стипендією королеви Вікторії від Університету Стелленбоша і отримав премію Гавенга з біології від Південно-Африканської Академії наук і мистецтв у 1959 році.

## Публікації
Бунстрі був присвячений 64 том «Анналів Південноафриканського музею» (1974). У ньому перераховано 88 публікацій і книг, які він написав між 1928 і 1969 роками.